# Svetislav Stančić
Svetislav Stančić   (Zagreb, 7 de juliol de 1895 - Zagreb, 7 de gener de 1970) va ser un pianista croat.
Stančić inicialment va estudiar piano a Zagreb i després es va traslladar a Berlín on va estudiar amb Karl Heinrich Barth, Conrad Ansorge, i Ferruccio Busoni, qui també li va ensenyar composició. Stančić va tenir una carrera com a pianista de concerts, i més tard es va convertir en llegendari professor de piano a l'Acadèmia de Música de Zagreb. Va ser membre de l'Acadèmia Iugoslava de Ciències i Arts i membre corresponent de l'Acadèmia Sèrbia de Ciències i Arts. El 1960 va rebre el "Premi Vladimir Nazor" per la seva trajectòria en la música.
Alguns dels seus estudiants notables van ser Ivo Maček, Branka Musulin i Vladimir Krpan. El Concurs Internacional de Piano Svetislav Stančić porta el seu nom.